# Carmen Monterrubio
Carmen Monterrubio és una empresària, executiva en cap de l'empresa mallorquina dedicada a la uniformitat My Uniform.
El 2025 fou inclosa a la llista Forbes de les 50 dones més influents de les Balears.